# Hans Domizlaff
Hans Wilhelm Karl Gustav Domizlaff (9 de mayo de 1892, Fráncfort del Meno; † 5 de septiembre de 1971 in Hamburgo) fue un publicista, artista gráfico, psicólogo y escritor alemán. Domizlaff trabajó como pintor, escenógrafo, escritor, consultor publicitario y creador de marcas conocidas y productos de marca en Leipzig, Berlín y Hamburgo. Aplicó las técnicas de publicidad de mercado a la política.

## Biografía
Estudió en Leipzig financiado por Fedor Flinzer y apoyado por Max Klinger, siendo conocido como pintor. Pasó varios años entre 1912 y 1914 en París y Londres. En la primavera de 1914 viajó por España y Marruecos y en julio estuvo en Barcelona y Venecia, antes de regresar a Alemania.
De vuelta en Leipzig, se entrenó como piloto en septiembre de 1914. Un accidente en el que sobrevivió gravemente herido le impidió volar a la Primera Guerra Mundial como aviador. Utilizó el tiempo como convaleciente para estudiar en la Universidad de Leipzig. Desde marzo de 1916 hasta el final de la guerra fue soldado en el frente francés y se formó como fotógrafo aéreo.
Después de la Primera Guerra Mundial, abrió un estudio en Leipzig en el Thomaskirchhof como pintor. Diseñó, entre otras cosas, estantess de feria y carteles publicitarios, principalmente en el Teatro Municipal y el Volkstheater de Leipzig. Como asesor artístico del fabricante de impresión y empaque Wezel & Naumann, comenzó a lidiar con el incipiente campo de la publicidad y sus efectos.
En otoño de 1920 conoció a los fabricantes de cigarrillos Philipp F. Reemtsma y Hermann F. Reemtsma, de Erfurt para los cuales trabajó desde mayo de 1921 como consultor de publicidad. Domizlaff fue el creador de las famosas marcas R6, Ernte 23, Senoussi y Gelbe Sorte . Después de la conversión de la compañía Bernhard Reemtsma & sons en Reemtsma AG en el otoño de 1921, Hans Domizlaff, junto con David Line y Johannes Reißner, formaron parte de la junta de supervisión. Después de que Reemtsma Cigarettenfabriken trasladó su sede en 1922 a Hamburgo, Hans Domizlaff se estableció en 1927 en Elbchaussee, donde vivió hasta el final de su vida. A través de su exitoso trabajo para Reemtsma, se convirtió en socio y fue director de la compañía. 
Desde 1934, Domizlaff asesoró a Carl Friedrich von Siemens en la reestructuración organizativa del Grupo sobre la base de la tecnología de marca. Desarrolló una imagen para toda la compañía, que, como el llamado estilo de Siemens, se convirtió en un modelo para el diseño corporativo de muchas empresas.
Se reunió en 1936 con el ministro de Propaganda, Joseph Goebbels, quien se declaró conocedor de los escritos de Domizlaff. Fue el patrocinador oficial de la reserva natural, logró contra las reclamaciones de la Wehrmacht la preservación de la estructura y la expansión del parque. Desde 1938 dirigió el principal departamento de publicidad del Grupo Siemens.
Al finalizar la guerra fue interrogado repetidamente por las autoridades militares británicas e internado durante medio año. Sus posesiones en Hamburgo y Egestorf fueron confiscadas, pero fueron liberadas en 1947. Poco a poco, reanudó el trabajo para Siemens y Reemtsma. Desarrolló en 1946 junto con Ernst von Siemens, el Instituto de Historia de la Música de la Deutsche Grammophon-Gesellschaft. La etiqueta Archiv Produktion todavía goza de reconocimiento internacional en la actualidad.
Domizlaff fue asesor de Reemtsma, Siemens y Deutsche Grammophon hasta mediados de la década de 1960, después de lo cual se retiró del trabajo de consultoría económica activa.

## Obras
Con sus publicaciones de libros Errores típicos de la crítica publicitaria (1929). En 1932, Domizlaff publicó Propaganda de la idea del estado, que surgió del intercambio de ideas con su mentor, el editor Hermann Ullstein y que fue reeditado con modificaciones en 1952. La ganancia de la confianza pública. Un libro de texto de la tecnología de marca se convirtió en el fundador de la tecnología de marca.
Estrechamente vinculados a sus reflexiones teóricas sobre la propaganda y el diseño corporativo, se encontraban los proyectos presentados de forma concreta por Domizlaff para una nueva bandera alemana, que publicó en 1932 en su obra Propaganda de la idea del estado y nuevamente en forma ligeramente modificada en 1952 en su obra Se trata de Alemania.
En el texto La adquisición de la confianza pública, un libro de mercadotecnia que apareció en noviembre de 1939, Hans Domizlaff describe por primera vez en la literatura el surgimiento de un artículo de marca. Utilizando el ejemplo de un chocolate preferido, se muestran las medidas individuales de un comerciante, con la ayuda de la cual el producto apilado inicialmente anónimo se convierte en un artículo de marca. Domizlaff formula las 22 leyes de la marca natural. El libro de texto de la tecnología de la marca apareció en siete ediciones, la más reciente en agosto de 2005 bajo el patrocinio de la sociedad G · E · M para la investigación de la existencia de la marca e.V. en Berlín.
En 1950 publicó su autobiografía Pensador errante. Reeditó el libro de texto Técnica de la marca que reclama la confianza pública en 1951, como una edición revisada y complementada.
En 1952 publicó Breviario para los reyes: Prácticas de psicología de masas, en el cual sostiene que se puede creer en las mentiras más groseras o, en todo caso, ellas pueden encontrar un campo eficaz de acción si son empleadas con descaro y mantenidas com obstinación…  las masas humanas no se dejan educar, sino únicamente domesticar dirigir o anular”.
En 1954, creó el Instituto de Tecnología de Marca en Hamburgo en el Elbchaussee, que existió hasta su muerte en 1971.
1957 apareció bajo el título El alma del estado, un libro de reglas de la élite, muy criticado, en la que Domizlaff abogaba por puntos de vista racistas. Entre otras cosas, escribió acerca de una "raza blanca indudablemente más noble, mejor educada y cultivada", que contrasta con los "negros primitivos desatados". Domizlaff retiró el libro y lo revisó fundamentalmente, sin volver a publicarlo.
En 1966, Hans Domizlaff conoció a Paul W. Meyer, el primer empleado a tiempo completo (1949-1955) de Gesellschaft für Konsumforschung (GfK) y luego miembro de la Junta Ejecutiva (1955-1971). Hasta la muerte de Domizlaffs, ambos conectaron una buena correspondencia. Para el cumpleaños 75 de Domizlaff (1967) aparecieron publicados los relatores de los encuentros editados por Meyer con Hans Domizlaff.
Para Deutsche Grammophon supervisó varios sellos, algunos de los cuales había creado, con diferentes programas de música. Su última gran creación de marca la desarrolló para la bodega Franz Wilhelm Langguth Erben, con sede en Traben-Trarbach. Era una marca de vino tinto llamada Medinet, embotellada en una botella de una forma diseñada por Domizlaff, una ánfora. 
Domizlaff se dedicó a la situación de la iglesia protestante en Alemania hasta el final de su vida. Se unió al pastor de Hamburgo Helmut Thielicke en sus esfuerzos por contrarrestar el número creciente de salidas de iglesias. Su último libro publicado en 1970 fue titulado Fenómenos religiosos. Meditaciones sobre apegos inconscientes.